# Санкт-петербургский трамвай
Санкт-петербу́ргский трамва́й — вид наземного общественного транспорта Санкт-Петербурга. Крупнейшая в России и четвёртая по величине в мире трамвайная сеть. С 2004 года, после закрытия трамвая в Архангельске, также является самой северной в России. Открыта 16 (29) сентября 1907 года. До середины 2000-х годов была самой большой в мире, за что была включена в Книгу рекордов Гиннесса. После распада СССР, в 1990-е, начала приходить в упадок, хотя сохраняла объём используемых путей и маршрутную сеть. В 2000-х годах подверглась массовому сокращению.
Действует 44 маршрута, эксплуатируется 769 единиц подвижного состава, которые обслуживаются шестью парками. До конца 1990-х годов трамвай также осуществлял грузовые перевозки.
Трамвайную сеть обслуживает СПб ГУП «Горэлектротранс» (пять трамвайных парков), за исключением сети в микрорайоне Ржевка-Пороховые, находящейся под управлением коммерческого перевозчика ООО «Транспортная концессионная компания» (трамваи «Чижик», один трамвайный парк).

## Маршруты и общая информация

### Маршруты
Особенность Санкт-Петербурга в том, что в течение практически всей истории его трамвайного хозяйства здесь существует практика присваивать маршруту не только номер, но и своё сочетание маршрутных огней («софитов»). Софиты устанавливаются по бокам электронного указателя маршрута, чтобы ожидающие на остановке пассажиры видели его издалека. В Санкт-Петербурге используются белый, синий, красный, зелёный и жёлтый цвета. В 90-х годах прошлого века эта практика была почти прекращена, но с 2006 года маршрутные огни снова используются.

#### Описание сети
Трамвайная сеть Петербурга состоит из пяти слабо связанных между собой частей:
- Северная и западная (в Приморском, Выборгском, Калининском, Петроградском и Василеостровском районах). Обслуживается трамвайными парками № 3, № 5 и СТТП.
- Юго-восточная (в Невском и Красногвардейском районах). Обслуживается преимущественно трамвайным парком № 7.
- Юго-западная (в Кировском и Красносельском районах). Обслуживается трамвайным парком № 8.
- Южная (в Московском и Фрунзенском районах). Обслуживается трамвайным парком № 1.
- Восточная (на Ржевке). Обслуживается частным перевозчиком и соответствующим трамвайным депо.

Между ними проходит по одному маршруту (№ 16 через площадь Репина и улицу Марата, № 3 по Садовой улице, № 23 соединяет Финляндский вокзал и Охту), а на сеть ТКК существуют две пересадки. Линия по Литейному проспекту, связывающая Лиговский проспект и площадь Ленина (и вместе с ней северную часть) не используется в регулярном движении. Прямое сообщение между Лиговским проспектом и площадью Александра Невского отсутствует с 2007 года.

#### Действующие маршруты
| №   | Софиты   | Конечные пункты                                 | Парк    | Длина, км | Примечание |  |
| --- | -------- | ----------------------------------------------- | ------- | --------- | --- |  |
| А   | 🟨ㅤㅤ🟨 | Река Оккервиль — Река Оккервиль (кольцевой)     | 7       | 9,0       | Работает по будням. До 15:00 курсирует против часовой стрелки: проспект Солидарности — улица Коллонтай — Дальневосточный проспект — улица Дыбенко. С 15:00 — в обратном направлении |  |
| 1   | 🟥ㅤㅤ🟨 | Улица Кораблестроителей — Детская улица         | 3       | 5,7       | Работает по будням |  |
| 3   | 🟨ㅤㅤ🟦 | Площадь Репина — Площадь Ленина                 | 3       | 8,8       | |  |
| 6   | 🟦ㅤㅤ🟦 | Улица Кораблестроителей — Площадь Ленина        | 3       | 9,6       | |  |
| 7   | 🟩ㅤㅤ🟩 | Проспект Солидарности — Малая Охта              | 7       | 17,7      | |  |
| 8   | 🟩ㅤㅤ🟨 | Ладожская — Хасанская улица                     | Чижик   | 4,8       | |  |
| 9   | ⬜ㅤㅤ⬜ | Проспект Мечникова — Удельная                   | 5, СТТП | 14,5      | |  |
| 10  | 🟨ㅤㅤ🟥 | Проспект Солидарности — Улица Передовиков       | 7       | 12,3      | |  |
| 16  | ⬜ㅤㅤ🟩 | Карбюраторный завод — Нарвская                  | 1       | 9,2       | |  |
| 18  | ⬜ㅤㅤ🟦 | Улица Шаврова — Старая Деревня                  | 5       | 4,5       | |  |
| 19  | 🟦ㅤㅤ⬜ | Лахтинский разлив — Старая Деревня              | 5       | 4,0       | |  |
| 20  | 🟩ㅤㅤ⬜ | Проспект Культуры — Площадь Ленина              | 3, СТТП | 15,5      | С 3 октября 1926 года |  |
| 21  | 🟨ㅤㅤ⬜ | Придорожная аллея — Приморский проспект         | 5       | 15,3      | |  |
| 23  | 🟦ㅤㅤ🟩 | Проспект Солидарности — Площадь Ленина          | 7       | 16,8      | |  |
| 24  | 🟦ㅤㅤ🟨 | Рыбацкое — Перекупной переулок                  | 7       | 15,5      | |  |
| 25  | 🟥ㅤㅤ🟩 | Купчино — Улица Марата                          | 1       | 14,2      | |  |
| 27  | 🟥ㅤㅤ🟦 | Река Оккервиль — Рыбацкое                       | 7       | 19,2      | |  |
| 29  | 🟦ㅤㅤ🟦 | Трамвайный парк № 1 — Мясокомбинат              | 1       | 6,7       | |  |
| 29В | 🟦ㅤㅤ🟩 | Трамвайный парк № 1 — Проспект Юрия Гагарина    | 1       | 5,5       | Временный маршрут на время закрытия станции метро "Парк Победы" на реконструкцию |  |
| 30  | 🟦ㅤㅤ🟦 | Ладожская — Перекупной переулок                 | 7       | 5,7       | |  |
| 36  | 🟥ㅤㅤ🟥 | Стрельна — Оборонная улица                      | 8       | 17,9      | |  |
| 38  | 🟦ㅤㅤ🟨 | Кушелевка — Проспект Мечникова                  | СТТП    | 10,0      | |  |
| 39  | 🟥ㅤㅤ🟥 | Обуховский завод— Перекупной переулок           | 7       | 14,2      | |  |
| 40  | 🟩ㅤㅤ🟩 | Тихорецкий проспект — Детская улица             | 3       | 19,8      | |  |
| 41  | 🟩ㅤㅤ🟩 | Завод «Северная верфь» — Сенная площадь         | 8       | 10,8      | |  |
| 43  | ⬜ㅤㅤ⬜ | Купчино — Московские ворота                     | 1       | 12,8      | |  |
| 45  | 🟥ㅤㅤ🟥 | Купчино — Проспект Юрия Гагарина                | 1       | 14,3      | |  |
| 47  | 🟥ㅤㅤ🟥 | Улица Шаврова — Удельный парк                   | 5       | 5,3       | |  |
| 48  | 🟦ㅤㅤ🟦 | Лахтинский разлив — Кушелевка                   | 5       | 9,9       | |  |
| 49  | 🟦ㅤㅤ🟥 | Малая Балканская улица — Улица Марата           | 1       | 14,3      | |  |
| 51  | 🟥ㅤㅤ🟨 | Суздальский проспект — Проспект Мечникова       | СТТП    | 8,6       | |  |
| 52  | 🟩ㅤㅤ🟥 | Завод «Северная верфь» — Сосновая Поляна        | 8       | 12,0      | |  |
| 55  | 🟥ㅤㅤ🟦 | Улица Шаврова — Придорожная аллея               | 5       | 15,5      | |  |
| 56  | ⬜ㅤㅤ🟨 | Завод «Северная верфь» — Улица Маршала Казакова | 8       | 4,2       | Работает по будням в часы пик |  |
| 57  | ⬜ㅤㅤ🟦 | Тихорецкий проспект — Проспект Луначарского     | СТТП    | 6,4       | |  |
| 58  | ⬜ㅤㅤ🟥 | Улица Жени Егоровой — Проспект Культуры         | СТТП    | 10,0      | |  |
| 59  | 🟨ㅤㅤ⬜ | Ладожская — Трамвайное депо ТКК                 | Чижик   | 7,4       | |  |
| 60  | ⬜ㅤㅤ🟦 | Завод «Северная верфь» — ЛЭМЗ                   | 8       | 12,6      | |  |
| 61  | 🟨ㅤㅤ🟨 | Суздальский проспект — Выборгская               | 5, СТТП | 12,4      | |  |
| 62  | 🟩ㅤㅤ🟩 | Малая Балканская улица — Купчино                | 1       | 3,6       | |  |
| 63  | 🟦ㅤㅤ🟥 | Ладожская — Улица Передовиков                   | Чижик   | 6,2       | |  |
| 64  | 🟥ㅤㅤ🟨 | Ладожская — Ржевка                              | Чижик   | 8,6       | |  |
| 65  | 🟩ㅤㅤ⬜ | Река Оккервиль — Невский завод                  | 7       | 12,6      | Работает по будням |  |
| 100 | 🟩ㅤㅤ🟨 | Придорожная аллея — Ручьи                       | СТТП    | 16,2      | |  |

#### Закрытые маршруты
| №   | Маршрут следования                                                                  | Дата закрытия         |
| --- | ----------------------------------------------------------------------------------- | --------------------- |
| б/н | Василеостровская — Детская улица                                                    | 1992 год              |
| 1А  | Детская улица — площадь Тургенева                                                   | 1 июля 2003 года      |
| 2   | Приморский проспект — Выборгская                                                    | 16 ноября 2013 года   |
| 2А  | Приморский парк Победы — Приморский парк Победы (кольцевой, против часовой стрелки) | 2 мая 2007 года       |
| 2Б  | Приморский парк Победы — Приморский парк Победы (кольцевой, по часовой стрелке)     | 2 мая 2007 года       |
| 3А  | Площадь Репина — Сенная площадь                                                     | 28 мая 2024 года      |
| 4   | Завод «Северная Верфь» — ЛЭМЗ                                                       | 1 ноября 2000 года    |
| 4А  | Завод «Северная Верфь» — Проспект Стачек, 111                                       | 27 декабря 1983 года  |
| 5   | Малый проспект В. О. — Перекупной переулок                                          | Март 1999 года        |
| 6А  | Проспект Добролюбова — Площадь Ленина                                               | 19 ноября 2017 года   |
| 7А  | Проспект Солидарности — Малая Охта                                                  | 4 марта 2023 года     |
| 11  | Улица Кораблестроителей — Нарвская                                                  | 1 марта 2006 года     |
| 12  | Ржевка — улица Марата                                                               | 5 октября 2005 года   |
| 12А | Трамвайный парк № 4 — улица Марата                                                  | 1932 год              |
| 13  | Балтийский вокзал — Перекупной переулок                                             | 14 октября 2002 года  |
| 14  | Площадь Репина — Выборгская                                                         | 12 апреля 2007 года   |
| 15  | Купчино — Детская улица                                                             | 25 ноября 2001 года   |
| 16А | Карбюраторный завод — улица Марата                                                  | 2009 год              |
| 17  | Приморский парк Победы — Проспект Культуры                                          | 1 января 2007 года    |
| 19А | Кушелевская петля — Балтийский вокзал                                               | 1924 год              |
| 21А | Улица Жени Егоровой — Озерки                                                        | 1 февраля 1999 года   |
| 22  | Удельная — Проспект Мечникова                                                       | 12 мая 2004 года      |
| 25А | Площадь Калинина — Броневая                                                         | 2000 год              |
| 26  | Байконурская улица — Приморский проспект                                            | 1 января 2007 года    |
| 28  | Проспект Мечникова — Порт                                                           | 5 октября 2005 года   |
| 28А | Урицк — Московский вокзал                                                           | 1931 год              |
| 31  | Нарвская —Приморский парк Победы                                                    | 28 сентября 2002 года |
| 32  | Тихорецкий проспект — Выборгская                                                    | 25 декабря 2015 года  |
| 33  | Нарвская — Приморский парк Победы                                                   | 4 декабря 1995 года   |
| 34  | Нарвская — Приморский парк Победы                                                   | 2 октября 2001 года   |
| 34А | Трамвайный парк № 4 — Трамвайный парк № 4 (кольцевой, против часовой стрелки)       | 1933 год              |
| 34Б | Трамвайный парк № 4 — Трамвайный парк № 4 (кольцевой, по часовой стрелке)           | 1933 год              |
| 35  | Проспект Юрия Гагарина — Турухтанные острова                                        | Июль 1997 года        |
| 37  | Детская улица — Лахтинский разлив                                                   | 7 августа 2002 года   |
| 41А | ЛЭМЗ — Трамвайный парк № 8                                                          | 14 августа 2017 года  |
| 42  | Броневая — Площадь Репина                                                           | 1 февраля 1999 года   |
| 43А | Купчино — Варшавский вокзал                                                         | 1974 год              |
| 44  | Трамвайный парк № 7 — Карбюраторный завод                                           | 1 января 2007 года    |
| 46  | Тихорецкий проспект — Малая Охта                                                    | 23 февраля 2008 года  |
| 48А | Лахтинский разлив — Ланская                                                         | 16 июля 2018 года     |
| 50  | Броневая — Малая Балканская улица                                                   | 1 октября 2002 года   |
| 51А | Суздальский проспект — СТТП                                                         | 22 апреля 2024 года   |
| 53  | Суздальский проспект — улица Восстания                                              | 9 июля 2000 года      |
| 53А | Проспект Культуры — Выборгская                                                      | 27 декабря 1983 года  |
| 54  | Проспект Солидарности — Народная улица                                              | 17 января 2014 года   |
| 55А | Придорожная аллея — Тихорецкий проспект                                             | 24 апреля 2023 года   |
| 57А | Суздальский проспект — Проспект Луначарского                                        | 2012 год              |
| 60А | ЛЭМЗ — Улица Маршала Казакова                                                       | 2012 год              |
| 90  | Площадь Репина — площадь Калинина                                                   | 5 апреля 2003 года    |

### Оплата проезда
- Трамвайный билет конца 1950-х годов
- Трамвайный талон образца 1985 года
- Салон трамвая 71-801 (Alstom Citadis 301 CIS)  с установленными считывателями бесконтактных смарт-карт. 2015 год
- Терминал для оплаты проезда наличными средствами в салоне трамвая «Чижик» (Stadler 85600M ), 2022 год

С 8 августа 2025 года стоимость разового проезда в трамвае составляет:
- 80 рублей — наличные, QR-билет или бесконтактная банковская карта;
- 60 рублей — единый электронный билет «Подорожник» (действует система бесплатных пересадок: в течение 60 минут после первой оплаты вторая поездка — 13 рублей, третья и последующие поездки — бесплатно);
- 54-59 рублей — Единая карта петербуржца (токен / пластик).

С 26 мая 2023 года во всех трамваях, кроме трамваев «Чижик» возможна активация отложенного пополнения карты «Подорожник».
1 декабря 1958 года на линию вышли первые трамваи без кондукторов, а в конце февраля 1970 года все вагоны были переведены на бескондукторное обслуживание. Пассажиры опускали монеты в специальные кассы и самостоятельно отрывали билет. Позже появились талоны, которые нужно было пробивать специальным компостером.
С 1996 года на линию вновь стали выходить вагоны с кондукторами.
1 июня 2015 года трамвайный маршрут № 3 стал первым, где появилась возможность оплатить проезд банковской картой.

### Конечные станции и оборотные кольца
В Санкт-Петербурге для стоянки и оборота трамваев используется 47 конечных станций и оборотных колец, ещё 13 не используются в регулярном пассажирском движении.

### Трамвайные парки
На 2023 год в Санкт-Петербурге функционирует 6 трамвайных парков:
- Трамвайный парк № 1 имени И. И. Коняшина;
- Трамвайный парк № 3 имени К. Н. Блохина;
- Трамвайный парк № 5 имени М. И. Калинина;
- Трамвайный парк № 7 имени В. Володарского;
- Трамвайный парк № 8 имени И. Е. Котлякова;
- Трамвайное депо ТКК (в проекте — Трамвайный парк № 11)[10].

Кроме того, в городе действует совмещённый трамвайно-троллейбусный парк (СТТП).
Пассажирские трамвайные вагоны Санкт-Петербурга имеют четырёхзначный бортовой номер. С 1 января 1983 года первая цифра бортового номера совпадает с номером трамвайного парка, к которому приписан вагон (до этого нумерация была привязана к модели вагона); вагоны СТТП имеют первую цифру «0».

### Подвижной состав
По состоянию на май 2025 года в ГУП «Горэлектротранс» эксплуатируются в пассажирском движении вагоны:
| Модель                             | Общее кол-во | Действующие |
| ---------------------------------- | ------------ | ----------- |
| ЛВС-86                             | 130          | 129         |
| ЛМ-99                              | 65           | 58          |
| Богатырь, Богатырь-М               | 134          | 114         |
| Витязь, Витязь-М, Витязь-Ленинград | 102          | 98          |
| 71-631                             | 43           | 31          |
| Невский                            | 39           | 38          |
| ЛМ-2008                            | 33           | 27          |
| ЛВС-2005                           | 25           | 24          |
| ЛМ-68М2                            | 14           | 13          |
| ТС-77                              | 15           | 15          |
| ЛМ-68М3                            | 14           | 14          |
| 71-628-02                          | 14           | 13          |
| 71-623                             | 11           | 9           |
| Довлатов                           | 34           | 33          |
| 71-801                             | 4            | 4           |
| 71-911ЕМ Львёнок                   | 13           | 5           |
| 71-431Р Достоевский                | 41           | 36          |
| 71-638-02 Поларис                  | 4            | 3           |
| 71-952 Воевода                     | 1            | 0           |
| Итого                              | 736          | 664         |

По состоянию на декабрь 2024 года в ООО «Транспортная концессионная компания» эксплуатируются в пассажирском движении вагоны:
| Модель          | Общее кол-во | Действующие |
| --------------- | ------------ | ----------- |
| Stadler B85600M | 23           | 22          |

- ЛМ-68М на улице Савушкина
- ЛВС-86К на веере трамвайного парка № 2
- ЛВС-97К на площади Московские Ворота
- ЛМ-99 на ныне закрытой к/ст «Приморский парк Победы»
- ЛМ-99АВН на площади Стачек
- ЛВС-2005  на к/ст «Ладожский вокзал»
- ЛМ-2008  на Московском проспекте
- 71-631-02  на к/ст «Площадь Репина»
- БКМ-843  на к/ст «Площадь Репина»
- 71-801 (Alstom Citadis 301 CIS)  на Кронштадтской улице
- 71-623-03  (СМЕ) на к/ст «Улица Кораблестроителей»
- ЛМ-68M3 (СМЕ) на к/ст «Улица Кораблестроителей»
- 71-931М «Витязь-М»  на к/ст «Завод „Северная Верфь“»
- 71-923М «Богатырь-М»  на проспекте Просвещения
- Stadler 85600M  «Чижик» возле Ладожского вокзала

До этого также эксплуатировались вагоны следующих типов:
- «Бреш» (англ. Brush) (1907—1960-е);
- МС (1928—1968)[31]/ПС (1929—1968);
- ЛМ-33/ЛП-33 (1933—1979);
- ЛМ-47/ЛП-47 (1948—1973);
- ЛМ-49/ЛП-49 (1949—1983);
- ЛМ-57 (1958—1986);
- ЛМ-68 (1968—1988);
- ЛМ-68М (1974—2017);
- КТМ-5М3 (1981—2007);
- МХ (середина XX века);
- ПМ (середина XX века).

Немассово также эксплуатировались следующие вагоны:
- Поезд ЛМ-36/ЛП-36(1936—1949)[32][33];
- 4 вагона ЛВС-66 (1966—1985);
- 1 вагон ЛМ-67 (1967—1985);
- 4 вагона ЛВС-80 (1980—1995);
- 2 вагона T2SU (1960—1964)[34]);
- 1 вагон КТМ-19 (2004—2005)[35]);
- 1 вагон ЛП-83 (1983—1988);
- 1 вагон ЛВС-89 (1989—2006)[36]);
- 1 вагон ЛВС-93 (1994—2008).

### Грузовой трамвай
После демонтажа социалистической системы хозяйствования, развернувшегося после 1991 года, последовавший за этим экономический спад, обанкрочивание крупных промышленных предприятий и их приватизация привели к снижению заявок на городские грузовые трамвайные перевозки. Обслуживание предприятий грузовыми трамваями было прекращено в Санкт-Петербурге в 1997 году; в некоторых местах города остатки грузовых веток трамвая сохранялись в 2012 году, в 2017 году демонтировали путь на территорию фабрики «Красное знамя» на Пионерской улице. По состоянию на 2024 год, остатки от грузовой трамвайной линии имеются на территории бумажной фабрики имени Горького на Уральской улице, 13 (путь и платформа), завода имени Козицкого на 8-й линии Васильевского острова, 83, корпус 1 (арка, через которую проходил грузовой трамвай), и табачной фабрики имени Урицкого на 9-й линии (арка, через которую проходил грузовой трамвай).

### Производство трамваев в Санкт-Петербурге
Производство трамваев в Санкт-Петербурге было начато ещё до запуска в эксплуатацию сухопутной трамвайной сети — в конце XIX века на Путиловском заводе был налажен выпуск вагонов Ф, которые поставлялись в другие города, например, Нижний Новгород, но в Санкт-Петербурге так никогда и не были задействованы.
C 1934 по 2013 год трамваи выпускал Петербургский трамвайно-механический завод (в советское время — Ленинградский вагоноремонтный завод). В 2013 году завод признан банкротом и ликвидирован, корпуса снесены.
C мая 2012 силами ГЭТ производилась глубокая модернизация вагонов ЛМ-68М — ЛМ-68М2. От старого вагона оставалась лишь часть рамы и тележки, модернизированная версия получила низкопольную площадку в задней части вагона. Позже производство было передано на Октябрьский электровагоноремонтный завод, два вагона ЛМ-68М2, модернизированых на ОЭВРЗ, имеют значительные отличия в конструкции. В дальнейшем ОЭВРЗ производил трамваи с низкопольной площадкой в середине вагона: новую модификацию ЛМ-68М с индексом ЛМ-68М3 и вагон 71-301 с полностью новыми тележками.
В мае 2018 года производство трамваев в городе было возобновлено на Невском заводе электрического транспорта. Предприятие выпускает вагоны 71-911ЕМ «Львёнок» и 71-931М «Витязь-М».

### Улицы и проспекты с трамвайными рельсами и движением

#### Центральный район
Миллионная улица, набережная Лебяжьей канавки, Садовая улица, Инженерная улица, улица Белинского, Литейный проспект, Владимирский проспект, Колокольная улица, улица Марата, Звенигородская улица, Кузнечный переулок, Свечной переулок, Лиговский проспект, проспект Бакунина, Перекупной переулок, Исполкомовская улица, Херсонская улица, Амбарная улица, проспект Обуховской Обороны, площадь Александра Невского.

#### Адмиралтейский район
Московский проспект (Трамвайный парк №1), Лифляндская улица, Набережная Обводного канала, Старо-Петергофский проспект, площадь Репина (Лоцманская улица и проспект Римского-Корсакова), набережная реки Фонтанки, Садовая улица, площадь Тургенева, Лермонтовский проспект, Троицкий проспект, 1-я Красноармейская улица, Технологическая площадь, Загородный проспект, Звенигородская улица.

#### Кировский район
Площадь Стачек (Трамвайный парк №8), Улица Калинина, улица Трефолева, улица Маршала Говорова, улица Новостроек, Кронштадтская улица, Корабельная улица, проспект Стачек, улица Маршала Казакова.

#### Красносельский район
Проспект Маршала Жукова, проспект Ветеранов, улица Лётчика Пилютова, проспект Народного Ополчения, улица Пограничника Гарькавого, улица Маршала Казакова, улица Десантников, Петергофское шоссе.

#### Петродвордцовый район
Санкт-Петербургское шоссе.

#### Московский район
Улица Ленсовета, Авиационная улица (Кольцо на проспекте Юрия Гагарина), Московский проспект, Благодатная улица.

#### Фрунзенский район
Лиговский проспект, Расстанная улица, Расстанный переулок, Мгинская улица, Камчатская улица,Касимовская улица, Бухарестская улица, Малая Балканская улица (Кольцо), улица Димитрова, Купчинская улица, улица Ярослава Гашека, Балканская площадь.

#### Невский район
Проспект Обуховской Обороны (Трамвайный парк №7), Шлиссельбургский проспект, Прибрежная улица, Тепловозная улица (ПТО "Рыбацкое"), Эстакада на Володарский мост у Прямого проспекта, Народная улица, Дальневосточный проспект, улица Коллонтай, проспект Солидарности, улица Дыбенко.

#### Красногвардейский район
Заневский проспект, Новочеркасский проспект, Гранитная улица, проспект Наставников, Хасанская улица (Кольцо, ПТО "Хасанская улица"), улица Потапова (ТКК), Ириновский проспект, Рябовское шоссе, Ржевская площадь, Большая Пороховская улица, Среднеохтинский проспект, Полюстровский проспект, Пискарёвский проспект.

#### Калининский район
Улица Жукова, Арсенальная улица, улица Комсомола, улица Академика Лебедева, Боткинская улица, площадь Ленина, Лесной проспект, Литовская улица, улица Карбышева, Политихническая улица, площадь Мужества, Тихорецкий проспект, проспект Науки, улица Руставели (СТТП), проспект Просвещения, Светлановский проспект.

#### Выборгский район
Боткинская улица, Финляндский проспект, Гренадерская улица, улица Смолячкова, Большой Сампсониевский проспект, Чугунная улица, Лесной проспект, Улица Карбышева, Политехническая улица, 1-й Муринский проспект, 2-й Муринский проспект, Проспект Энгельса, Сердобольская улица, Студенческая улица (Трамвайный парк №5), Светлановская площадь, проспект Испытателей, проспект Луначерского, проспект Культуры, проспект Просвещения, Выборгское шоссе, Суздальский проспект.

#### Приморский район
Проспект Испытателей, Коменданская площадь, улица Ильюшина, проспект Авиаконструкторов, улица Шаврова (Кольцо, ПТО "Улица Шаврова"), Стародеревенская улица, улица Оптиков, Гаккелевская улица, Сердобольская улица, Торжковская улица, улица Академика Крылова, улица Савушкина, Липовая аллея (Кольцо).

#### Петроградский район
Каменоостровский проспект, Песочная набережная, набережная реки Карповки, Петропавловская улица, улица Льва Толстого, Большая Монетная улица, улица Котовского, улица Мира (Трамвайный парк №3), улица Чапаева, улица Куйбышева, Кронверкский проспект, проспект Добролюбова, Большой проспект П.С.

#### Василеостровский район
1-я линия и Кадетская линии В.О., Средний проспект В.О. (Трамвайный парк №2), 22-23-я линии В.О., Большой проспект В.О, Косая линия, Детская улица (Кольцо), Гаванская улица, Малый проспект В.О., Наличная улица.

### Трамвайные мосты через Неву
Тучков мост, Каменоостровский мост, Ушаковский мост, Гренадерский мост, Сампсониевский мост, Троицкий мост, Литейный мост, мост Александра Невского, Володарский мост.

## История трамвая

### Дореволюционный период
29 сентября 1907 года было открыто регулярное движение электрического трамвая по улицам Санкт-Петербурга (к этому моменту уже более 10 лет успешно эксплуатировалась система ледового трамвая, функционировавшая в зимнее время на Неве). Первая линия прошла от Главного штаба до 8-й линии Васильевского острова, к 1914 году трамвай ходил уже почти по всем основным улицам города. С началом Первой мировой войны развитие трамвайной сети несколько замедлилось, но на начало 1917 года в Петрограде ходило 29 трамвайных, 9 коночных маршрутов и 1 маршрут паровика.

### Советский период
В годы Великой Отечественной войны, несмотря на боевые действия и блокаду, работа Ленинградского трамвая продолжалась. Движение приостанавливалось один раз на период от 15 декабря 1941 года до 15 апреля 1942 года из-за прекращения подачи электроэнергии. Грузовое движение было возобновлено 8 марта, было дано напряжение на центральные подстанции и уже 15 марта 1942 года на линии вышли пассажирские составы. Число маршрутов, однако, заметно сократилось.
В послевоенные годы велась оптимизация трамвайной сети: с ряда центральных улиц трамвай был перенесён на второстепенные, а где-то был заменён троллейбусом. Начиная с 1965 года, из-за роста города, началось строительство линий в новые районы. Первые новые линии появились на Пискарёвке, чуть позже была построена линия в Сосновую Поляну. Затем линии появились в районах Купчино, Гражданка, Шувалово-Озерки, Ржевка-Пороховые, Весёлый Посёлок, на Юго-Западе, в Приморском районе и на острове Декабристов. К концу 1980-х годов трамвайная сеть состояла из 600 км путей и 67 маршрутов.

### Постсоветский период
Распад СССР и экономический кризис в 1990-е годы отрицательно повлияли на трамвай Санкт-Петербурга: сократилось число водителей в парках и выпуск на линии, выросли интервалы, практически прекратились ремонт путей и обновление подвижного состава, уменьшилась скорость движения. Это, вместе с растущей автомобилизацией и появлением маршруток, привело к снижению пассажиропотока и увеличению убытков общественного транспорта в целом и трамвая в частности. Под предлогом минимизации убытков и нерациональности использования началась массовая ликвидация трамвайных линий: были демонтированы сотни километров пассажирских путей, а также все грузовые и служебные. До этого последний раз демонтаж линий производился в 1971 году. Так, были сняты почти все линии в центре, также демонтированы линии на Крестовском острове, Обводном канале, Большом Сампсониевском и Пискарёвском проспектах, Турухтанных островах и станции «Броневая».
В 2007 году, после закрытия движения по Садовой улице и Литейному проспекту, пассажирская сеть трамвая разделилась на две изолированных (северную и южную). С этого момента трамвай стало больше нельзя использовать для передвижения на значительные расстояния, он стал выполнять исключительно функции подвоза пассажиров к станциям железных дорог и метро.
19 сентября 2007 года после ремонта было официально открыто скоростное движение трамваев по проспекту Просвещения. 57-й маршрут в честь юбилея санкт-петербургского трамвая был перенумерован в 100-й.
17 ноября 2007 года на Лиговском проспекте впервые в России была введена в эксплуатацию совмещённая автобусно-трамвайная выделенная полоса.
1 октября 2016 года с продлением маршрута 3 от площади Репина до Финляндского вокзала трамвайная система Санкт-Петербурга вновь стала единой.

## Статистические данные

### Объёмы перевозок
В течение длительного времени трамвай занимал лидирующее положение по объёму пассажирских перевозок в городе. Лишь во второй половине 1960-х годов он был оттеснён на второе место автобусом, а в конце 1980-х годов по объёму пассажирских перевозок трамвай перешёл на третье место, пропустив вперёд Петербургский метрополитен. В 1998 году трамвай, однако, опять превзошёл метро и вернул себе второе место, но затем сокращение трамвайной сети дало о себе знать и с 2006 года трамвай вновь занял третье место по объёму пассажирских перевозок в Санкт-Петербурге.

### Длина сети и размер парка (на конец года)
| [ 59 ] [ 60 ] [ 61 ]   | 1990  | 1995  | 2000  | 2005  | 2008  | 2010  | 2015 | 2018 | 2020 | 2021 |
| ---------------------- | ----- | ----- | ----- | ----- | ----- | ----- | ---- | ---- | ---- | ---- |
| длина сети км          | 302,8 | 305,1 | 285,1 | 268,7 | 240,2 | 239,5 | 239  | 226  | 236  | 236  |
| количество трамваев шт | 2105  | 1772  | 1518  | 1043  | 833   | 782   | 790  | 770  | 772  | 729  |

## Проблемы и критика

### Автомобилисты и трамвай
В 2000-х годах в Санкт-Петербурге весьма остро обозначилась проблема автомобилистов, грубо нарушающих правила дорожного движения и затрудняющих, а иногда и почти полностью останавливающих трамвайное движение на том или ином участке трамвайной линии.
Согласно ПДД, в случае отсутствия регламентирующих знаков предписывается совершать поворот налево и разворот с трамвайных путей. На перекрёстках трамваи также имеют преимущественное право проезда. Тем не менее, нередко случается выезд автомобилей на пути перед перекрёстком и остановка на них без необходимости, и таким образом, создаются помехи для движения трамваев. В результате образуется пробка как на автомобильных полосах, так и на трамвайных путях — трамваю приходится в этом случае простаивать вместе с машинами в ожидании зелёного сигнала светофора. В конце 2008 года, после начала ремонта станции метро «Горьковская», движение автомобилей по улице Куйбышева в утренние часы пик закрывалось, однако этот запрет автомобилистами оказался проигнорирован. Нельзя не отметить тот факт, что отделение трамвайных путей от проезжей части сплошной разметкой принципиально не решает ситуацию, так как при отсутствии физических препятствий автомобилисты могут просто не обратить внимание на сплошную линию и всё равно выехать на трамвайные пути.
Однако даже на трассе, почти полностью расположенной на обособленном полотне, трамваи нередко не могут двигаться быстро из-за дорожных заторов на перекрёстках. Причиной остановки движения опять же является нарушение автомобилистами правил дорожного движения, которыми запрещается выезд на перекрёсток, если за ним образовался затор, который может вынудить водителя остановиться и создать помеху для движения транспортных средств, следующих в поперечном направлении. Так, к примеру, движение маршрутов № 47 и № 55 затрудняется из-за того, что машины, выезжающие на перекрёсток Коломяжского проспекта и проспекта Испытателей, останавливаются посередине перекрёстка на трамвайных путях. В итоге получается, что трамваи, следующие по маршруту, проходящему исключительно по обособленному полотну везде, кроме перекрёстков, в часы пик вынуждены длительное время простаивать, что приводит к увеличению интервалов движения и снижению привлекательности трамвая для пассажиров.
Известны случаи стоянки автомобилей в габаритах трамвая и попытки езды по трамвайным путям.
Часто происходят ситуации, когда трамвайное движение надолго задерживается из-за необходимости ожидания автомобилистами прибытия на место сотрудников ГИБДД для оформления ДТП, произошедшего на трамвайных путях, или поломки машины на рельсах.
Возможно, что усугублению подобной ситуации отчасти служит пассивность ГИБДД, не всегда добросовестно исполняющей свои обязанности по выявлению и пресечению подобных нарушений.
Выезд автомобилей на пути лишает трамвай его преимуществ и делает его движение не столь эффективным.

### Критика чиновников

#### Искажение фактов
- 17 декабря 2007 года вице-губернатор Александр Полукеев заявил, что «городские трамвайные пути растут в длину»[82] при том, что за предыдущие 6 лет не было построено ни одной новой линии и протяжённость трамвайных линий в городе каждый год уменьшалась на десятки километров.
- 26 августа 2009 года, комментируя предложение восстановить трамвайное движение у планировавшейся к закрытию на ремонт станции метро «Нарвская», заместитель председателя Комитета по транспорту администрации Санкт-Петербурга Дмитрий Знаменский заявил, что рядом с «Нарвской» трамвайных путей нет, а на проспекте Стачек их никогда не было. Оба данных утверждения действительности не соответствуют[83].

#### Нецелесообразное использование бюджетных средств

##### Демонтаж недавно отремонтированных путей
Ремонт трамвайных путей довольно часто производился перед снятием трамвайной линии с данной улицы или началом капитального ремонта всего дорожного покрытия, что многими расценивалось как отмывание чиновниками денег.
- В 2005 году была выведена из эксплуатации линия по улице Некрасова, отремонтированная за несколько лет до прекращения движения[84][85].
- В 2005—2006 годах был произведён ремонт трамвайных путей на Лиговском проспекте, а уже в 2007 году участок от Кузнечного переулка до 2-й Советской улицы был полностью демонтирован из-за капитального ремонта Лиговского проспекта[84].
- В 2006 году были сняты недавно отремонтированные линии по 1-й и Кадетской линиям, Университетской набережной, Благовещенскому мосту, площади Труда и Измайловскому проспекту.
- В мае 2008 года начат демонтаж линий по улицам Введенской, Рыбацкой и Большой Зеленина, где пути были не так давно капитально отремонтированы[84][86][87][88]
- В 2009—2010 годах демонтированы имеющая звание самой современной в Санкт-Петербурге линия по Чкаловскому проспекту[86][87][89][90], а также неиспользуемая уже 7 лет линия по Малому проспекту Васильевского острова от Гаванской улицы до улицы Беринга[90][91].
- В 2017 году в связи с передачей трамвайной сети Ржевки концессионной компании начат демонтаж путей на проспекте Косыгина, отремонтированных двумя годами ранее.

Также распространена практика, когда недавно отремонтированные линии становится невозможно эксплуатировать и они остаются заброшенными на неопределённый срок. К числу таких линий относится набережная Обводного канала от Лиговского проспекта до Рыбинской улицы. 15 сентября 2023 года от планов восстановления движения по ней окончательно отказались, трамвайное полотно будет снято при очередном ремонте проезжей части.

##### Применение при ремонте путей неэффективных и дорогих технологий
Начиная с 2007 года, при ремонте трамвайных путей в Санкт-Петербурге широкое применение получила технология мощения обособленного полотна тротуарной плиткой, использование которой является нежелательным по ряду причин:
- Возможность несанкционированного выезда на трамвайные пути для автомобилистов и движения по ним с большой скоростью.
- Крайне затруднительный ремонт, обслуживание и контроль состояния путей.
- Малый срок службы полотна.
- Высокая стоимость.

#### Ликвидация объектов культурного наследия
Здания трамвайных парков Санкт-Петербурга № 1—6 были построены в конце XIX — начале XX вв. и являются (или являлись до момента своего разрушения) памятниками промышленной архитектуры.
- В 2005 году территория трамвайного парка № 6 на Барочной улице, д. 12, была отдана под строительство жилого дома, а сам парк были полностью снесён[93].
- В октябре 2005 года трамвайный парк № 4 в Дегтярном переулке, д. 4, был отрезан от транспортной сети. Несмотря на то что изначально депо собирались сохранить[93], 28 апреля 2008 года началось разрушение зданий парка[94] для высвобождения места под строительство общественно-делового комплекса «Невская ратуша»[95].
- Имеющая историческое значение так называемая «Блокадная подстанция» на набережной Фонтанки, дом 3а, благодаря которой в блокадном Ленинграде было восстановлено трамвайное движение, находилась под угрозой сноса для высвобождения места под строительство гостиницы, просьба государственного цирка передать ему в бессрочное пользование земельный участок, на котором расположена подстанция, для размещения творческого циркового комплекса на прилегающих к подстанции территориях (само здание планировалось сохранить), была отклонена[89][96][97][98][99].
- В октябре 2020 года начался снос здания Выборгского парка конно-железных дорог постройки конца XIX века, расположенного в Нейшлотском переулке, для освобождения территории под жилую застройку. После ликвидации конки и до сноса в здании парка располагались промышленные объекты[100].
- обсуждается лишение охранного статуса и снос Полюстровской трамвайной подстанции[101][102].

### Получение сиюминутной выгоды вместо работы на перспективу
При сносе трамвайных парков в центре город получил сиюминутную выгоду от продажи дорогостоящей земли, но при этом значительно усугубил возможные проблемы развития общественного транспорта. Так как даже в том случае, если будет выбран целенаправленный курс на развитие общественного транспорта, организация эффективных пассажирских перевозок может быть сопряжена со значительными трудностями: придётся либо искать новые площади для размещения подвижного состава, что в центре города представляется весьма сложной задачей, либо значительные ресурсы придётся тратить на следование трамваев из парка на маршрут и обратно.
Из-за массовой ликвидации линий и парков сеть лишилась ранее имеющегося запаса прочности, когда прекращение движения по отдельно взятой линии не приводило к серьёзным проблемам за счёт разветвлённости сети, позволяющей объехать нефункционирующую линию, а равномерно распределённые по городу трамвайные парки могли в случае необходимости быстро наладить движение в сегменте сети, обслуживаемом в штатном режиме другими парками. Решение отдать приоритет на дорогах личному автотранспорту за счёт разрушения системы общественного транспорта нередко прямым текстом ставится чиновникам в вину.
Последняя линия на Крестовском острове была закрыта в 2007 году, хотя в тот момент уже было известно, что в его западной части, на месте стадиона имени Кирова, для вывоза болельщиков с которого трамвайные линии и использовались, будет строиться новый крупный футбольный стадион. В конце 2009 года началась подготовка к разработке проекта строительства автобусного кольца на месте трамвайного. Этот проект был успешно реализован. Однако строительство стадиона завершилось только в 2017 году, а годом позже в непосредственной близости к стадиону открылась станция метро «Зенит».

#### Несогласованные действия, приводящие к закрытию линий
В некоторых случаях закрытие линий было вызвано несогласованными действиями чиновников, продавших участки земли, занимаемые конечными станциями, без учёта реальной потребности населения, а иногда даже и без консультации с Комитетом по транспорту. Так, под АЗС были отданы конечные «Малый проспект В.О.» и «Порт», что привело к закрытию движения на прилегающих участках Малого проспекта и набережной Обводного канала. Ранее имелась высокая вероятность прекращения движения по улице Ленсовета из-за возможной продажи под АЗС конечной станции «Мясокомбинат», но заместитель главы комитета по транспорту Станислав Попов заявил о том, что вопрос снятия трамвая с улицы Ленсовета не рассматривается.

## Перспективы

### Планы развития в конце 2000-х годов
13 декабря 2007 года состоялось заседание правительства города, посвященное проекту «Программы развития наземного электрического транспорта в Санкт-Петербурге на период до 2012 года». Этой программой в основном оговаривалось заметное сокращение трамвайных линий, запланировано строительство лишь небольшого участка от станции метро «Ладожская» до Новочеркасского проспекта и подъезда к новому трамвайному парку на Ржевке. В мае 2008 года было заявлено, что в соответствии с программой развития к 2012 году трамвайная сеть и объёмы перевозок должны будут вырасти на 30 %, интервалы движения не должны будут превышать 10 минут, время в пути до работы — 45 минут, а весь подвижной состав и инфраструктура электротранспорта должны быть полностью обновлены.

### Дальнейшее сокращение трамвайного движения
В 2008 году планировалось начать работы по ремонту проспекта Добролюбова. Была вероятность, что в этом случае движение трамваев по нему придётся прекратить, что может привести к ликвидации трамвайного движения по всей линии, идущей от улицы Куйбышева через Кронверкский проспект и Тучков мост на Васильевский остров. В сентябре 2010 года губернатор Санкт-Петербурга Валентина Матвиенко сообщила: «…вот мнение этой части петербуржцев мы учли. Поэтому и был объявлен такой мораторий, что ли, на демонтаж трамвайных путей на Кронверкском проспекте и других улицах Петроградской стороны. Трамвайное движение там сохранится до тех пор, пока мы не убедимся, что рельсы действительно не нужны».
Трамвайный парк № 1 планируется закрыть, его переезд на Малую Балканскую улицу в район одноимённой конечной станции обсуждается еще c 1980-х годов.
В планах чиновников значился и демонтаж рельсов на проспекте Обуховской Обороны на участке от Большого Смоленского проспекта до моста Александра Невского и на самом мосту Александра Невского.

### Испытания трамвая на водороде
1 ноября 2019 года на участке от Трамвайного парка N°1 на Московском проспекте до Московских ворот проехал прототип трамвая, работающего на водороде.

### Частный трамвай
В начале 2015 года началось обсуждение проекта частного трамвая в Красногвардейском районе, который позже был одобрен. В результате этого группе ЛСР на 30 лет была передана «Ржевско-Ладожская сеть» с маршрутами № 8, 59, 63 и 64, а компания выполнила следующие работы:
- настроена «зелёная волна» светофоров для трамвая;
- создано около 40 удобных остановочных павильонов, оборудованных электронными табло;
- построен новый трамвайный парк на Индустриальном проспекте и линия к нему;

Реконструированы трамвайные линии:
- Проспект Наставников — участок от проспекта Косыгина до Хасанской улицы (включая конечную станцию), от проспекта Косыгина до Ириновского проспекта;
- Ириновский проспект и Рябовское шоссе — участок от улицы Передовиков до к/ст «Ржевка»;

Построены трамвайные линии:
- Улица Потапова — участок от Ириновского проспекта до нового трамвайного парка;
- Гранитная улица — участок от Новочеркасского проспекта до Ладожского вокзала (включая реконструкцию кольца)

«Транспортная концессионная компания» выбрала поставщика подвижного состава ещё в начале 2016 года — это белорусско-швейцарское предприятие «Stadler Минск», у которого закуплены 23 трёхсекционных трамвая «Метелица». Трамваи оборудованы современной системой информирования, аппаратами по продаже разовых проездных билетов, датчиками учёта пассажиров, навигационным оборудованием и мультимедиа-системой. Проект получил название «Чижик».
7 марта 2018 года первый в России частный трамвай «Чижик» начал перевозку пассажиров по маршруту № 8.
15 декабря 2018 года частный трамвай «Чижик» начал перевозку пассажиров по маршруту № 64 (до Ириновского проспекта).
1 сентября 2019 года в присутствии губернатора Александра Беглова состоялся торжественный запуск сети «Чижик» в полном объёме. Помимо восстановления трамвая № 64 до станции Ржевка, был изменён маршрут № 59, а также открыт новый маршрут № 63.

### Трамвайная линия в Славянку
В 2023 году началось строительство линии трамвая «станция метро „Купчино“ — посёлок Шушары — микрорайон Славянка». Контракт на строительство был подписан с компанией ООО «БалтНедвижСервис». ООО «БалтНедвижСервис» создана с участием Группы компаний «АБЗ-1» и «Газпромбанка». Трамвай получил имя «Славянка». Длина трамвайных путей — 21 км, трасса предполагает строительство 5 надземных сооружений (эстакады и мосты) и 15 остановок. Инвестиции — свыше 25 млрд рублей. Изначально планировали запустить трамваи от «Купчино» до Шушар  в 2024 году, от Шушар до Славянки — в 2025, но эти сроки были нарушены. Летом 2025 года стало известно, что разрешение на строительство трамвайной линии продлено до 14 октября 2026 года.

## В культуре

### Музей трамваев
На территории старейшего в городе Василеостровского трамвайного парка работает структурное подразделение СПб ГУП «Горэлектротранс» «Экспозиционно-выставочный комплекс городского электрического транспорта Санкт-Петербурга».

### Памятники трамваю
- В 2005 году на Адмиралтейском проспекте на месте пуска первого петербургского трамвая в тротуар были вмонтированы 30 метров рельсов[129][130], а 29 сентября 2007 года была установлена мемориальная плита.
- На Среднем проспекте, 77, на территории бывшего трамвайного парка № 2, где ныне продолжает работать музей электротранспорта, 17 августа 2007 года был установлен памятник первому в Петербурге трамвайному вагону «Brush». Установленный вагон построен на базе старого грузового вагона и является макетом трамвая фирмы «Brush», открывшего постоянное движение 29 сентября 1907 года от Адмиралтейского проспекта на Васильевский остров. При изготовлении макета использовались сохранившиеся элементы самых первых вагонов, например, буферный фонарь[131][132]. Официальное открытие памятника состоялось 29 сентября 2007 года — в день 100-летия санкт-петербургского трамвая[133][134].

- У 8-го трамвайного парка на проспекте Стачек установлен памятник блокадному трамваю. В качестве постамента были использованы несколько метров рельсов, установленных там, где в блокаду находились оборонительные сооружения. Официальное открытие памятника состоялось 8 сентября 2007 года[135]. Ретровагон серии МС восстановлен реставраторами в мельчайших деталях. Именно такие трамваи ходили по улицам блокадного города. Памятником героическим вагоновожатым стал трамвай 12-го маршрута[136][137].

### Памятники, связанные с трамваями
- Тяговая подстанция № 11 — «Блокадная подстанция». На здании расположена мемориальная доска «Подвигу трамвайщиков блокадного Ленинграда. После суровой зимы 1941—1942 года эта тяговая подстанция дала энергию в сеть и обеспечила движение возрождённого трамвая» на здании тяговой подстанции по адресу наб. реки Фонтанки, д. 3, лит. А. Аналогичная мемориальная доска установлена на здании тяговой подстанции по адресу Лесной пр., д. 26—28[138].
- Мемориальная доска «Подвигу трамвайщиков блокадного Ленинграда. 15-го апреля 1942 года из этого парка вышли на линию первые трамвайные поезда» на здании 3-го трамвайного парка по адресу Большая Посадская улица, 24/2.
- Памятник конке у станции метро «Василеостровская»[139].

### В кинематографе
Трамваи в Санкт-Петербурге не раз попадали в кадры кинофильмов и принимали непосредственное участие в развитии сюжета. В частности:
- Блокадный трамвай неоднократно использовался режиссёрами в качестве символа несдающегося Ленинграда (например, в фильме «Балтийское небо»);
- Грузовые трамваи неоднократно использовались в качестве оригинального средства спасения героев фильма (например, в фильмах «Невероятные приключения итальянцев в России», «Брат»);
- Режиссёр Владимир Бортко использовал музейные трамваи для воссоздания атмосферы Санкт-Петербурга и других городов начала XX века.
- Трамвай — один из участников трюков первой серии музыкального фильма «Как стать звездой».

### В литературе
- Николай Гумилёв — «Заблудившийся трамвай»
- Самуил Маршак — «Вот какой рассеянный»
- Характерные упоминания встречаются в произведениях Осипа Мандельштама, Иосифа Бродского, Льва Лосева, Сергея Довлатова, Александра Кушнера, Евгения Рейна, Елены Шварц

### В музыке
Тема трамвая неоднократно поднималась в творчестве петербургских музыкантов:
- Аквариум — «Пока не начался джаз», «Трамвай».
- Ноль — «Ехали по улицам трамваи…»
- Пилот — «Трамвайная», «Счастливый билет».
- Мухоморы — «Скоростной трамвай».
- Секрет — «Последний трамвай».
- Сплин — «Спи в заброшенном доме», «Санкт-петербургское небо».
- Вадим Карев — «Трамвай».
- Игорь Корнелюк — «Билет на балет» (эта песня написана от имени человека, который «зайцем» ехал в трамвае на балетный спектакль в театр оперы и балета имени С. М. Кирова, ныне Мариинский).
- Леонид Сергеев — «Трамвайчик».
- Кино — «Транквилизатор», «Видели ночь».
- Ива Нова — «Город».

### В фольклоре
В годы Великой Отечественной войны в Ленинграде о некоторых трамвайных маршрутах, проходивших по острову Голодай, сложились поговорки:
- «Поголодаю, поголодаю — и на Волково» — о маршруте № 5 (остров Голодай — Волково кладбище)
- «Поголодаю, поголодаю — и на Красненькое» — о маршруте 6 (остров Голодай — Красненькое кладбище)